# 王傚通
王傚通，號龍門，南直隸揚州府南通縣人，明朝官员。賜特用進士出身。

## 生平
天啓四年（1624年）中舉人，崇禎六年（1633年）選授贛州推官、十年調入京升刑部江西司主事，以爭成勇獄忤楊嗣昌，崇祯帝怒詰問主使，回曰：「倫常萬古重，三尺皆知，何用主使？」，遂貶廣西驛丞。十三年以乙榜賜特用，復除南京刑部江西司員外郎。十七年（1644年）擢刑部江西司郎中。弘光元年（1645年）五月乙酉國變，南京亡，不出。

## 家庭
- 弟：王傚維，字鹿柴，官上林苑丞。